# Виктор Нанков
Виктор Красимиров Нанков, известен като Бомбата, е български футболист. Роден на 28 януари 1989 г. в семейство Мая Нанкова – счетоводител и Красимир Нанков – полицай. Има и по-малка сестра – Кристина Нанкова, бивша хандбалистка. Започва основното си образование в ОУ „Васил Левски“ – гр. Ловеч, в специализирана футболна паралелка. Голямо влияние върху избора му да се развива професионално във футбола играе неговият класен ръководител – Красимира Маринова. Средното си образование завършва в ПГВМ „Димитър Димов“ – гр. Ловеч, с пълен отличен, като през годините, прекарани в гимназията, е главен отговорник на класа, знаменосец, както и капитан на училищния отбор по футбол. Хоби са му фитнесът и гледането на филми късно вечер.

## Професионална информация
Баща му го насочва към футбола, когато е едва 9-годишен. Започва да играе в ПФК Литекс (Ловеч) като десен краен защитник. Прави дебюта си в мъжкия футбол през 2005 г., на 16-годишна възраст с отбора на ФК Левски (Левски).